# 漢德利山
78°0′39″S 164°12′43″E / 78.01083°S 164.21194°E
漢德利山（英語：Handley Hill）是南極洲的山峰，位於斯科特海岸，處於奧傑爾山以西1.1公里，屬於克布爾山脈的一部分，海拔高度1,009米，現時由南極條約體系管理。